# Steindachnerina argentea
Steindachnerina argentea es una especie de peces de la familia Curimatidae en el orden de los Characiformes.

## Morfología
Los machos pueden llegar alcanzar los 9,3 cm de longitud total.

## Hábitat
Vive en zonas de clima tropical.

## Distribución geográfica
Se encuentran en Sudamérica:  cuenca del río Orinoco y ríos de la vertiente atlántica de Venezuela y la isla de Trinidad.